# Helge von Bömches
Helge von Bömches, eigentlich Helge Bömches von Boor, (* 18. September 1933 in Brașov, Königreich Rumänien; † 16. Oktober 2014 in Osnabrück) war ein rumänisch-deutscher Opernsänger in der Stimmlage Bass.

## Leben

### Familie und Ausbildung
Helge von Bömches wurde als Helge Bömches von Boor geboren. Er stammte aus einer angesehenen bürgerlich-sächsischen Familie in Siebenbürgen. Er war ein Vetter des Malers und Grafikers Friedrich von Bömches. Den Vornamen Helge erhielt er von seiner musikalischen Mutter, die eine Verehrerin des Tenors Helge Rosvaenge war.
Seine Kindheit, Jugend und Schulzeit verbrachte er in Brașov; die Schule schloss er dort mit dem Abitur ab. Er erhielt seine musikalische Ausbildung bei dem Musikpädagogen Victor Bickerich (1895–1974), dem Kantor der Schwarzen Kirche in Brașov, und bei dessen Ehegattin, der Sängerin Medi Fabritius. Er erhielt durch das Ehepaar Bickerich-Fabritius eine Ausbildung in Stimmbildung und Solfeggio, sang im Schulknaben-Chor und wirkte unter Bickerichs Leitung bei großen Kirchenmusikaufführungen mit. Er gab sein Debüt als Sänger, zunächst als Konzertsänger, in der Schwarzen Kirche als Pilatus in der Matthäuspassion von Heinrich Schütz.
1952 wurde die Familie zwangsevakuiert, wie viele Angehörige der deutschen Minderheit in Rumänien. Nach seiner Rückkehr nach Brașov leistete von Bömches von April 1954 bis November 1956 seinen Militärdienst; er arbeitete als Arbeitssoldat auf einer Baustelle. Sein Vater starb in den 1950er Jahren unter ungeklärten Umständen als Zwangsarbeiter beim Bau des Donau-Schwarzmeer-Kanals. Ein Musikstudium konnte von Bömches nicht absolvieren, da seine Familie als politisch unzuverlässig galt und die Familienmitglieder als „unliebsame Elemente“ eingestuft worden waren.

### Karriereanfänge in Rumänien
Bei einem Vorsingen für den Chor der Staatsoper Brașov (Kronstädter Musiktheater) konnte sich von Bömches gegenüber 45 Konkurrenten durchsetzen und wurde als Chor-Bass engagiert. Später folgte dort ein Engagement als Solist, im Stimmfach Bariton. Als Solist debütierte von Bömches in einer deutschsprachigen Fidelio-Aufführung. Für Gastengagements im politischen Westen wurde er zeitweise freigestellt. In Rumänien sang er neben Brașov auch in Iași und Bukarest.  

### Internationale Gastspiele
1968 trat von Bömches erstmals im Ausland auf; der italienische Dirigent Napoleone Anovazzi hatte ihn bei Gastdirigaten am Kronstädter Musiktheater entdeckt. Anfang der 1970er Jahre gelang ihm der musikalische Durchbruch als Opernsänger. Es folgte eine internationale Karriere. Ab 1971 trat er in kleineren Partien bei den Salzburger Festspielen auf. Er sang dort u. a. den Herold in Otello (1971/1972; musikalische Leitung: Herbert von Karajan), den Kappadozier in Salome (1977/1978; musikalische Leitung: Herbert von Karajan) und den Zweiten Geharnischten in Mozarts Oper Die Zauberflöte (1978–1980; musikalische Leitung: James Levine). 
In der Spielzeit 1972/73 war er mit einem Gastvertrag an der Wiener Staatsoper engagiert. Dort sang er u. a. den Großinquisitor in Don Carlos, Tom/Graf Warting in Un ballo in maschera, den Minister Don Fernando in Fidelio, sowie die Rollen Zweiter Soldat in Salome und Zweiter Geharnischter in Die Zauberflöte.
Er trat im weiteren Verlauf seiner Karriere u. a. auch am Opernhaus Dublin (Dezember 1987; Titelrolle in Don Giovanni), in Bologna, Berlin, Genf und Ravenna auf.

### Flucht und Neuanfang in Westdeutschland
1973 trat von Bömches erneut bei den Salzburger Festspielen auf, u. a. bei einem Konzert mit dem Mozarteum-Orchester unter der Leitung von Ernst Märzendorfer. Dieses Auslandsengagement nutzte von Bömches, im Einverständnis mit seiner Ehefrau Marina, zur Flucht in den Westen und kehrte nicht mehr nach Rumänien zurück. Er lebte dann zunächst zwei Jahre bei einer Cousine in München, die ihm dort in ihrem Haus eine Wohnung überließ. Seine Frau Marina konnte schließlich mit den Kindern in den Westen ausreisen.
Von 1975 bis 1977 hatte von Bömches sein erstes festes Bühnenengagement in Westdeutschland am Pfalztheater Kaiserslautern.

### Engagement am Theater Osnabrück
Von 1977 bis einschließlich der Spielzeit 1990/91 war von Bömches festes Ensemblemitglied am Theater Osnabrück. Dort sang er schwerpunktmäßig das Rollenfach des „Seriösen Basses“; er übernahm jedoch auch zahlreiche komische Rollen. Er sang in Osnabrück nahezu alle großen Rollen seines Faches, u. a. Osmin in Die Entführung aus dem Serail (u. a. in der Spielzeit 1988/89 in einer Neuinszenierung), Sarastro in Die Zauberflöte, Komtur in Don Giovanni (u. a. in der Spielzeit 1989/90 in einer Neuinszenierung), Bartolo in Le nozze di Figaro (u. a. in der Spielzeit 1981/82 in einer Neuinszenierung), Basilio in Der Barbier von Sevilla, Rocco in Fidelio (u. a. in einer Neuinszenierung in der Spielzeit 1987/88), Daland in Der Fliegende Holländer (u. a. in einer Neuinszenierung in der Spielzeit 1983/84), Landgraf Hermann in Tannhäuser und Graf Waldner in Arabella (u. a. in einer Neuinszenierung in der Spielzeit 1984/85). 
In der Spielzeit 1981/82 sang und spielte er bei der Premiere im März 1982 „gepflegt und distinguiert“ die Rolle des Kaufmanns Gardej Karpitsch Tortzow in der Uraufführung der 1930 komponierten Oper Der Heiratsvermittler von Nikolai Nikolajewitsch Tscherepnin. In der Spielzeit 1983/84 und im November 1984 war Bömches, „mit spürbar schlichten Ausdruck um die Trivialitäten der Partie bemüht“, ein „geschmackssicherer“ Dorfältester Tommaso in einer Neuinszenierung der Oper Tiefland. In der Spielzeit 1984/85 sang er die Rolle des Ptolemäus in einer Neuinszenierung der Oper Julius Caesar. In der Spielzeit 1984/85 war er auch ein „Respekt ausstrahlender“ Pfarrer in der Oper Der rote Strich von Aulis Sallinen. Im September 1985 sang er den Ramphis in Aida bei einer konzertanten Aufführung in der Osnabrücker Stadthalle. In der Spielzeit 1988/89 sang er den Komponisten Vincenzo Biscroma in der komischen, wiederentdeckten Donizetti-Oper Viva la Mamma und „führte charmant durch die turbulente Probe.“ In der Spielzeit 1988/89 übernahm er außerdem die Partie des Riedinger in einer Neuinszenierung der Oper Mathis der Maler. Im Mai 1989 sang er die Rolle des Businello in der deutschsprachigen Erstaufführung der Oper Casanova kehrt heim von Dominick Argento. In der Spielzeit 1990/91 sang er die Rolle des Schwiegervaters Nonancourt in der, damals seit über 30 Jahren in Deutschland nicht mehr aufgeführten, Spieloper Der Florentiner Strohhut von Nino Rota. 
Er sang in Osnabrück auch viele kleinere Partien: Dottore Grenvil in La traviata (Spielzeit 1980/81), Bürgermeister in Der junge Lord (Spielzeit 1982/83), Eremit in Der Freischütz (Spielzeit 1983/84), Squenz in Ein Sommernachtstraum (Spielzeit 1983/84), Titurel in Parsifal (Spielzeit 1985/86), Lunardo in Die vier Grobiane von Ermanno Wolf-Ferrari (ebenfalls Spielzeit 1985/86), Erster Handwerksbursch in Wozzeck (Spielzeit 1986/87) und Fuhrmann Hobson in Peter Grimes (Spielzeit 1990/91). 
Nach dem Ende seines Festengagements trat von Bömches am Theater Osnabrück weiterhin als Gast auf (u. a. Spielzeit 1991/92 und Spielzeit 1993/94; als Mönch in Don Carlos) und gab Liederabende in Greifswald, Karlsburg, Hannover und Osnabrück. 1996 nahm er seinen endgültigen Bühnenabschied. 2010 hatte er im Rahmen der Veranstaltungsreihe „Das Rote Sofa“ am Theater Osnabrück seinen letzten musikalischen Auftritt in der Öffentlichkeit. Er sang noch einmal die Sarastro-Arie „In diesen heiligen Hallen“.

### Privates
1960 lernte Helge von Bömches seine spätere Frau, Marina geb. Panek, kennen, eine Sopranistin, die ihn auch in gesangstechnischen Fragen beriet. Sie war ursprünglich Ingenieurin für Thermodynamik gewesen. Aus der Ehe gingen zwei Kinder hervor.

## Tondokumente
Für die Schallplatte spielte von Bömches lediglich zwei seiner Opern-Partien ein, die als Studioaufnahmen im Zusammenhang mit den Aufführungen bei den Salzburger Festspielen entstanden. So sang er bei EMI unter Herbert von Karajan die kleine Rolle des Kappadoziers in Salome (1977) und bei RCA den Zweiten Geharnischten in Die Zauberflöte (1980; unter James Levine). Es existieren jedoch einige Rundfunkaufnahmen und Live-Mitschnitte von Opern.